# Kis Einsteinek
A Kis Einsteinek (eredeti cím: Little Einsteins) 2005-ös amerikai televíziós flash animációsorozat. Amerikában a Disney Channel és Playhouse Disney/Disney Junior tűzte műsorra, Magyarországon a Disney Channel mutatta be 2009-ben a Playhouse Disney blokkban, de 2022. június 14-étől elérhető magyar szinkronnal Disney+-on. A második évad jelenleg nem rendelkezik magyar szinkronnal.

## Cselekmény
A Kis Einsteineket úgy tervezték, hogy a célközönségnek művészet és zeneismeretet tanítson azáltal, hogy híres vagy kulturálisan jelentős műalkotásokat és klasszikus zenét (leginkább barokk a klasszikus és a romantikus korszakból) építettek be az egyes epizódok díszletébe, cselekményébe és hangsávjába.
A műsor célja továbbá a nézői interakcióra való ösztönzés pl.: a nézőket arra ösztönzik, hogy tapogassák meg a térdüket, gesztikuláljanak vagy énekeljenek együtt, hogy segítsék a szereplőket "küldetésük" sikerében.

## Szereplők
| Szereplő neve | Eredeti hang   | Magyar hang   |
| ------------- | -------------- | ------------- |
| June          | Erika Huang    | Laudon Andrea |
| Quincy        | Aiden Pompey   | Penke Bence   |
| Leo           | Jesse Schwartz | Timon Barna   |
| Annie         | Natalia Wojcik | Talmács Márta |

### Magyar változat
A szinkront a Digital Media Services (Masterfilm Digital) készítette.
- Magyar szöveg: Csányi Zita

- Hangmérnök: Tóth Imre

- Vágó: Győrösi Gabriella

- Gyártásvezető: Kovács Mariann

- Zenei rendező: Ullman Zsuzsa

- Szinkronrendező: Hirth Ildikó

## Évados áttekintés
| Évad | Évad | Epizódok | Eredeti sugárzás | Eredeti sugárzás   | Magyar sugárzás | Magyar sugárzás |
| Évad | Évad | Epizódok | Évadpremier      | Évadfinálé         | Évadpremier     | Évadfinálé      |
| ---- | ---- | -------- | ---------------- | ------------------ | --------------- | --------------- |
|      | 1.   | 28       | 2005. október 9. | 2006. november 20. | 2009.           | 2009.           |
|      | 2.   | 39       | 2007. január 13. | 2009. december 22. |                 |                 |

### 1. évad
| #   | Eredeti cím                                        | Magyar cím                                      | Eredeti premier     | Magyar premier |
| --- | -------------------------------------------------- | ----------------------------------------------- | ------------------- | -------------- |
| 1.  | I Love to Conduct                                  | Szeretek vezényelni                             | 2005. október 9.    | 2009.          |
| 2.  | Ring Around the Planet                             | Gyűrű a bolygó körül                            | 2005. október 9.    | 2009.          |
| 3.  | Hungarian Hiccups                                  | Magyar csuklások                                | 2005. október 10.   | 2009.          |
| 4.  | Whale Tale                                         | Mese a bálnáról                                 | 2005. október 11.   | 2009.          |
| 5.  | Pirate's Treasure                                  | A kalózok kincse                                | 2005. október 12.   | 2009.          |
| 6.  | The Birthday Balloons                              | A születésnapi lányok                           | 2005. október 13.   | 2009.          |
| 7.  | The Legend of the Golden Pyramid                   | Az arany piramis legendája                      | 2005. október 14.   | 2009.          |
| 8.  | Dragon Kite                                        | A papírsárkány                                  | 2005. október 17.   | 2009.          |
| 9.  | Go West, Young Train                               | Irány a vadnyugat!                              | 2005. október 21.   | 2009.          |
| 10. | Farmer Annie                                       | Annie, a farmer                                 | 2005. október 24.   | 2009.          |
| 11. | A Little Einsteins Halloween                       | Halloween a kis Einsteineknél                   | 2005. október 29.   | 2009.          |
| 12. | Annie's Solo Mission                               | Annie szóló küldetése                           | 2005. november 14.  | 2009.          |
| 13. | The Mouse and the Moon                             | Az egér és a Hold                               | 2005. november 21.  | 2009.          |
| 14. | The Good Knight and the Bad Knight                 | Az jó lovag és a rossz lovag                    | 2005. december 5.   | 2009.          |
| 15. | The Christmas Wish                                 | A karácsonyi kívánság                           | 2005. december 12.  | 2009.          |
| 16  | How We Became the Little Einsteins: The True Story | Hogyan lettünk kis Einsteinek? Az igaz történet | 2006. január 8.     | 2009.          |
| 17. | Jump for Joey                                      | Ugrás a fiatal kenguruért                       | 2006. január 26.    | 2009.          |
| 18. | The Northern Night Light                           | Az északi fény                                  | 2006. február 20.   | 2009.          |
| 19. | O Yes, O Yes, It's Springtime!                     | Ó igen, ó igen, tavasz van!                     | 2006. március 20.   | 2009.          |
| 20. | A Tall Totem Tale                                  | Mese egy magas totemről                         | 2006. április 17.   | 2009.          |
| 21. | The Incredible Shrinking Adventure                 | A hihetetlen kicsinyítési kaland                | 2006. május 6.      | 2009.          |
| 22. | Duck, Duck, June                                   | June és a kiskacsa                              | 2006. május 14.     | 2009.          |
| 23. | Rocket Safari                                      | Rakéta és a szafari                             | 2006. június 19.    | 2009.          |
| 24. | Knock on Wood                                      | Kopogd le a fán                                 | 2006. július 10.    | 2009.          |
| 25. | A Galactic Goodnight                               | A galaktikus elalvás                            | 2006. augusztus 14. | 2009.          |
| 26. | The Birthday Machine                               | A szülinapi gép                                 | 2006. október 20.   | 2009.          |
| 27. | A Brand New Outfit                                 | Vadonatúj ruha                                  | 2006. november 6.   | 2009.          |
| 28. | The Missing Invitation                             | Az eltűnt meghívó                               | 2006. november 20.  | 2009.          |